# Kaiserball

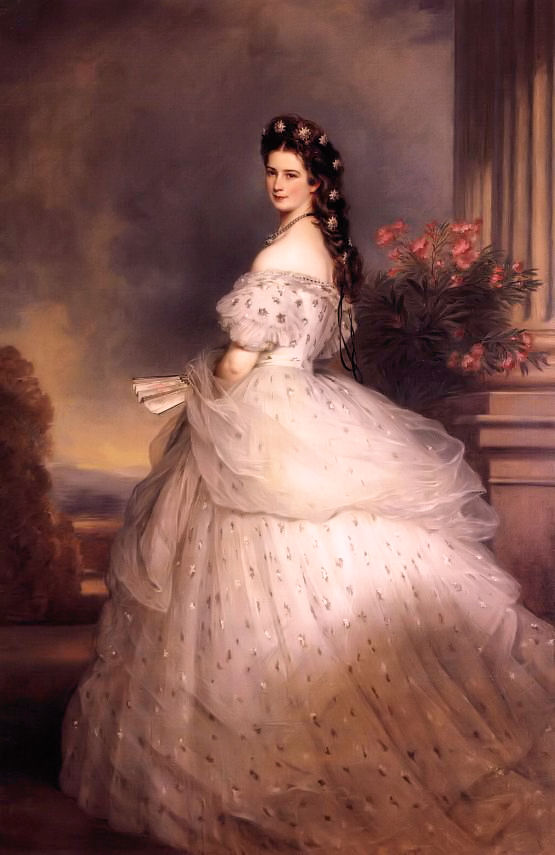
Cesarzowa Elżbieta

Kaiserball (niem. bal cesarski) – tradycyjny coroczny bal sylwestrowy odbywający się w Wiedniu, organizowany w Hofburgu, dawnej rezydencji Habsburgów. Po raz pierwszy odbył się w 1970 r. Co roku bierze w nim udział około 2500 gości z ponad 30 krajów, co czyni go największym noworocznym balem w Wiedniu.

## Historia
Kaiserball wywodzi się z tradycji balów cesarskich organizowanych przez Franciszka Józefa i jego żonę Elżbietę, znaną jako Sissi. Para cesarska zwykle pod koniec stycznia urządzała w Hofburgu bale, zwane Hofball, których dokładną datę ustalała sama cesarzowa. Uroczystość rozpoczynała się w Zeremoniensaal, jednej z najpiękniejszych sal w Hofburgu, gdzie wybrani goście byli osobiście przedstawiani cesarskiej parze. Następnie około 2000 gości udawało się tańczyć na parkiet. Jednocześnie w innej sali – Großer Redoutensaal – odbywał się popularny wówczas bufet. Ostatni walc zaczynał się dokładnie kwadrans po północy i kończył bal.
Dwa tygodnie później w tym samym miejscu odbywał się następny, bardziej elitarny bal, w którym uczestniczyło około 700 osób spośród najwyższej arystokracji i członków korpusu dyplomatycznego.